# Американски булдог
Американският булдог е порода кучета, с произход Съединените щати. Породата има продължителност на живот между 10 и 15 години.

## История и произход
Породата произлиза от булдозите, които преселниците в Америка довели със себе си, разчитайки на умението им да издържат на лишенията на Дивия Запад. Популярността на булдозите сред фермерите дава и едно от имената, с които е известен американския булдог и днес – стар селски булдог. Наричан е още „южен булдог“ и „бял англичанин“.
От 1910 г. породата се ползва за гладиаторски боеве между кучета. Американските булдози били известни с това, че в битка с вълк винаги излизали победители.

## Стандарти на американския булдог
Американският булдог е с атлетично телосложение. С лекота прескачат бариера от 2 m. Устните са черни, рядко с розови петънца. Носът е черен. Зъбите са средни или едри. Очите са кафяви, с бадемова форма, но се допуска и кръгла форма. Козината е мека и къса, бяла на цвят, като се допускат петна с различни цветове. Ушите са със среден размер и се намират високо върху главата, като може да са леко провиснали. Гръдният кош е мощен. Лапите са уголемени, с кръгли възглавнички. Опашката е мощна в основата си, като постепенно се стеснява към края.
Съществуват два типа от породата:
- Класически тип
- Стандартен тип

### Класически тип
Известен е още и като „були тип“. Тялото и крайниците са мощни, има едра глава и къса муцуна (до 8 cm). Главата е с форма на голям кръг.
Мъжките достигат до 57 kg и височина 69 cm, а женските са високи 66 cm и тежат 47 kg.

### Стандартен тип
Този тип американски булдог е по-лек, не е с масивна глава, а муцуната му е по-дълга (до 10 cm). Главата е с четвъртита форма. Спрямо класическия тип е по-подвижен и издръжлив на дълги спортни тренировки.
Мъжкият представител на американския булдог тежи до 52 kg и е висок до 68 cm. Женските са високи до 63 cm и тежат до 38 kg.

### Извън стандарта
За недостатък се смята опашка, която е завита на кръг над гърба, както и купираните уши. Извън стандарта е и основен черен цвят или мраморни жилки върху бяла основа. Зъбите не трябва да се виждат при затворена уста.

## Особености на характера

### Нрав
Американският булдог е уверен, енергичен, нежен, дружелюбен, лоялен и доминиращ.

### Предназначение
Безстрашен пазач, който не се колебае да нападне всеки, който представлява заплаха за стопанина му, дори с цената на живота си. Любвеобилен домашен любимец, който се разбира добре с деца. Американският булдог може да се ползва за различни цели – пазач на дома, охрана на стадо с умения да го премества, защита на домашните животни и стопанина си от опасни диви животни, убиец на подивели кучета.
Смята се, че интелектът на американския булдог е по-голям от този на мастифа, добермана и кавказката овчарка. Редица холивудски звезди и световноизвестни спортисти отглеждат тази порода. Сред тях са Анджелина Джоли и Брад Пит, Шарлиз Терон и Дейвид Бекъм.

### Недостатъци
Проявява голям инат и склонност към доминиране, което го прави неподходящ за стопани без силен характер. Има силен инстинкт за защитаване, което налага от малък да се социализира с непознати хора, за да не проявява агресия към всеки чужд за него човек. Понякога развива непоносимост към представители на същата порода и пол.

## Популярна култура
- Американски булдог е породата на Спайк и Тайк от франчайза на Том и Джери.
- Логото на американската компания за игри Zynga е американски булдог, кръстен на кучето, притежавано от основателя му Марк Пинкус.